# 雷内·博尔夫
雷内·博尔夫（捷克語：René Bolf，1974年2月25日—），捷克前男子足球运动员，场上位置是后卫。他曾代表捷克国家队参加2004年欧洲足球锦标赛，结果队伍止步半决赛。